# ジャック・シェイファー
ジャック・シェイファー（Jac Schaeffer, 1978年 - ）は、アメリカ合衆国の映画監督、プロデューサー、脚本家である。2009年の長編映画『TiMER』でデビューする。2020年には脚本を書いたマーベル・シネマティック・ユニバースの映画『ブラック・ウィドウ』の公開が控えている。

## 私生活とキャリア
ユダヤ系である。プリンストン大学で学士号を得た後、USC映画芸術学部で修士号を取得する。
彼女は脚本・監督・製作を務めたエマ・コールフィールド主演のSFロマンティック・コメディ『TiMER』でデビューする。映画は2009年のトライベッカ映画祭で上映され、翌年にはアメリカで一般公開された。
彼女は『ペテン師とサギ師/だまされてリビエラ』のリメイクでアン・ハサウェイとレベル・ウィルソンが出演する『ザ・ハッスル』の脚本を執筆し、2019年5月に公開された。
2020年には脚本を書いたスカーレット・ヨハンソン主演のマーベル・スタジオの映画『ブラック・ウィドウ』の公開されるほか、同じくマーベルの作品で第1話の脚本とショーランナーを務める『ワンダヴィジョン』の配信も控えている。

## フィルモグラフィ

### 映画
| 年   | 日本語題 原題                                       | クレジット       | 備考         |
| ---- | --------------------------------------------------- | ---------------- | ------------ |
| 2009 | TiMER                                               | 監督・脚本・製作 | 監督デビュー |
| 2011 | Mr. Stache                                          | 監督・脚本・製作 | 短編映画     |
| 2017 | アナと雪の女王/家族の思い出 Olaf's Frozen Adventure | 脚本             | 短編映画     |
| 2019 | ザ・ハッスル The Hustle                             | 脚本             |              |
| 2020 | ブラック・ウィドウ Black Widow                      | 原案             |              |

### テレビシリーズ
| 年   | 日本語題 原題                | クレジット       | 備考                                   |
| ---- | ---------------------------- | ---------------- | -------------------------------------- |
| 2020 | ワンダヴィジョン WandaVision | 脚本・製作総指揮 | Disney+のドラマシリーズ ショーランナー |
| 2023 | Agatha: Coven of Chaos       | 脚本・製作総指揮 | Disney+のドラマシリーズ ショーランナー |
| TBA  | Vision Quest                 | 脚本・製作総指揮 | Disney+のドラマシリーズ ショーランナー |